# Callicorixa tetoni
Callicorixa tetoni är en insektsart som beskrevs av Hungerford 1948. Callicorixa tetoni ingår i släktet Callicorixa och familjen buksimmare. Inga underarter finns listade i Catalogue of Life.